# Thiệu Ngọc
Thiệu Ngọc là một xã thuộc huyện Thiệu Hóa, tỉnh Thanh Hóa, Việt Nam.

## Địa lý
Xã Thiệu Ngọc nằm ở phía tây bắc huyện Thiệu Hóa, thuộc tả ngạn sông Chu, có vị trí địa lý:
- Phía đông giáp xã Thiệu Vũ và huyện Yên Định
- Phía tây giáp huyện Thọ Xuân
- Phía nam giáp xã Thiệu Toán và huyện Thọ Xuân
- Phía bắc giáp huyện Thọ Xuân và huyện Yên Định.

Xã Thiệu Ngọc có diện tích 7,47 km², dân số năm 2022 là 6.208 người, mật độ dân số đạt 831 người/km².

## Hành chính
Xã Thiệu Ngọc được chia làm 8 thôn: Chẩn Xuyên 1, Chẩn Xuyên 2, Làng Mới, Ngọc Sơn, Ngọc Thiện, Tân Bình 1, Tân Bình 2, Thiệu Phong.

## Lịch sử
Vùng đất thuộc xã Thiệu Ngọc ngày nay, vào đầu thế kỉ 19 là các thôn thuộc tổng Phù Chẩn, huyện Thụy Nguyên, phủ Thiệu Thiên: Tân Bình (đầu thế kỉ 19 là thôn Bình Ngô, sau năm 1945 đổi thành Tân Bình), Lỗ Chấn (tên nôm là làng Chấn, đầu thế kỉ 19 là thôn Chẩn Xuyên), Ngọc Sơn, Ngọc Thiện, Ba Cồn.
Cuối năm 1945, huyện Thụy Nguyên đổi thành huyện Thiệu Hóa.
Sau năm 1945, các thôn xã nêu trên thuộc xã Ngọc Vũ, huyện Thiệu Hóa. Năm 1953, xã Ngọc Vũ chia thành các xã Thiệu Ngọc và Thiệu Vũ.
Năm 1977, xã Thiệu Ngọc cùng với các xã phía bắc sông Chu của huyện Thiệu Hóa sáp nhập với huyện Yên Định thành huyện Thiệu Yên.
Năm 1996, xã Thiệu Ngọc thuộc huyện Thiệu Hóa mới tái lập.

## Văn hóa
Đình làng Tân Bình, di tích lịch sử văn hóa cấp tỉnh.